# Valentina Tolkunova
Valentina Vasílevna Tolkunova (en ruso: Валенти́на Васи́льевна Толкуно́ва, Armavir, krai de Krasnodar, 12 de junio de 1946 — Moscú, 22 de marzo de 2010) fue una cantante rusa y soviética. Conocida por sus tiernas interpretaciones y la claridad de su voz.

## Biografía
Nació en Armavir, en el krai de Krasnodar de Rusia el 12 de julio de 1946. Durante su infancia cantó en el coro del compositor soviético Isaak Dunayevski. A los 18 años ingresó en la Universidad Estatal de Moscú. En 1966 se convierte en miembro de la orquesta de jazz VIO-66 de Yuri Saulski como solista y cantante de jazz. En 1971 se gradúa en el Instituto Gnessin de Moscú y grabó canciones para la película Den Za Dniom ("Día tras día"). En 1972 saltó a la fama con unas canciones de Vasili Shainski, marcando el inicio de una exitosa carrera en la radio y la TV. En 1973 comenzó a colaborar con la Asociación Filarmónica de Conciertos de Moscú (Moskonzert), y en 1989 fundó y se convirtió en directora de su propio teatro. En unos treinta años de carrera, Valentina Tolkunova publicó unos trece álbumes. También ganó muchos premios en las repúblicas soviéticas y fue 23 veces ganadora de la competición de "Canción del Año" en la televisión.
El 16 de febrero de 2010, Tolkunova se sintió enferma en un concierto en Mogilev, Bielorrusia, y fue a un hospital local donde le diagnosticaron un tumor cerebral antes de ser trasladada a la Clínica Botkin de Moscú. El 22 de marzo entró en coma y murió dos horas después.
Recibió numerosas condecoraciones entre las que destaca la de Artista del pueblo de la URSS.